# Краківські князі
Краківські князі

## Сеньйоральнікраківські князі

### Династія П'ястів
| Дати правління | Правитель              | Спорідненість                | Зауваження                     |
| -------------- | ---------------------- | ---------------------------- | ------------------------------ |
| 1138-1146      | Владислав II Вигнанець | син Болеслава III Кривовуста | усунений від влади, помер 1159 |
| 1146-1173      | Болеслав IV Кучерявий  | син Болеслава III Кривовуста |                                |
| 1173-1177      | Мешко III Старий       | син Болеслава III Кривовуста | усунений від влади             |

## Краківські князі

### Династія П'ястів
| Дати правління | Правитель                | Спорідненість                  | Зауваження                 |
| -------------- | ------------------------ | ------------------------------ | -------------------------- |
| 1177-1191      | Казимир II Справедливий  | син Болеслава III Кривовустого | усунений від влади         |
| 1191           | Мешко III Старий         | син Болеслава III Кривовустого | вдруге, усунений від влади |
| 1191-1194      | Казимир II Справедливий  | син Болеслава III Кривовустого | вдруге                     |
| 1194-1198      | Лешко I Білий            | син Казимира II Справедливого  | усунений від влади         |
| 1198-1199      | Мешко III Старий         | син Болеслава III Кривовустого | втретє, зрікся             |
| 1199           | Лешко I Білий            | син Казимира II Справедливого  | вдруге, усунений від влади |
| 1199-1202      | Мешко III Старий         | син Болеслава III Кривовустого | вчетверте                  |
| 1202-1206      | Владислав III Тонконогий | син Мешка III Старого          | усунений від влади         |
| 1206-1210      | Лешко I Білий            | син Казимира II Справедливого  | втретє, усунений від влади |
| 1210-1211      | Мешко IV Кривоногий      | син Владислава II Вигнанця     |                            |
| 1211-1225      | Лешко I Білий            | син Казимира II Справедливого  | вчетверте                  |
| 1 225          | Генрик I Бородатий       | онук Владислава II Вигнанця    | усунений від влади         |
| 1225-1227      | Лешко I Білий            | син Казимира II Праведного     | вп'яте, вбитий             |

## Краківськікнязі
| Дати правління                 | Правитель                    | Спорідненість                               | Зауваження                                                         |
| ------------------------------ | ---------------------------- | ------------------------------------------- | ------------------------------------------------------------------ |
| 1228-1229                      | Владислав III Тонконогий     | син Мешка III Старого                       | вдруге, усунений від влади, помер 1231                             |
| тисяча двісті двадцять дев'ять | Генрик I Бородатий           | онук Владислава II Вигнанця                 | вдруге                                                             |
| 1229-1231                      | Конрад I Мазовецький         | син Казимира II ,                           | усунений від влади                                                 |
| 1231-1238                      | Генрик Бородатий             | онук Владислава II Вигнанця                 | втретє                                                             |
| 1238-1241                      | Генріх II Побожний           | син Генрика I                               |                                                                    |
| 1241                           | Болеслав II Лисий            | син Генрика II                              | усунений від влади, помер 1278                                     |
| 1241-1243                      | Конрад I Мазовецький         | син Казимира II Справедливого               | вдруге, усунений від влади, помер 1247                             |
| 1243-1279                      | Болеслав V Сором'язливий     | син Лешка I                                 |                                                                    |
| 1279-1288                      | Лешек II Чорний              | онук Конрада I, усиновлений син Болеслава V |                                                                    |
| 1288                           | Болеслав II (VI) Мазовецький | онук Конрада I                              | усунений від влади через декілька місяців                          |
| 1288-1289                      | Генрик IV Праведний          | онук Генриха II                             | вдруге                                                             |
| 1289                           | Болеслав II (VI) Мазовецький | онук Конрада I                              | вдруге, через кілька місяців зайняв Краків, яким правив Генрик IV  |
| 1289                           | Владислав I Локетек          | брат Лешка II                               |                                                                    |
| 1289-1290                      | Генрик IV Праведний          | онук Генрика II                             | вдруге                                                             |
| 1290-1291                      | Пшемисл II                   | у четвертому ступені нащадок Мешка III,     | усунений від влади, польський король у 1295—1296 роках, помер 1296 |

### ДинастіяПржемисловичі
| Дати правління | Правитель  | Спорідненість    | Зауваження                              |
| -------------- | ---------- | ---------------- | --------------------------------------- |
| 1291-1305      | Вацлав II  | зять Пшемисла II | Король Чехії, король Польщі з 1300 року |
| 1305-1306      | Вацлав III | син Вацлава II   | король Польщі та Чехії                  |

### Династія П'ястів
| Дати правління | Правитель                                                      | Спорідненість                                                  | Зауваження                                                     |
| -------------- | -------------------------------------------------------------- | -------------------------------------------------------------- | -------------------------------------------------------------- |
| 1306-1320      | Владислав I Локетек                                            | брат Лешка Чорного                                             | вдруге король Польщі з 1320 року                               |
| 1320           | об'єднання польських земель, створення Королівства Польського. | об'єднання польських земель, створення Королівства Польського. | об'єднання польських земель, створення Королівства Польського. |

## Польське королівство
Об'єднання Польської держави та кінець регіонального розпаду 1320 року 

## Зауваження
Увага! Дати в багатьох випадках є лише орієнтовними. Враховувалися ті князівства, над якими правили окремі князі. Щоб не виникло хронологічних перерв, залишили Вацлава II і Вацлава III від родини Пржемисловичів. Також приналежність деяких земель до окремих П'ястовичів може бути сумнівною.